# Varuhuset Kringlan

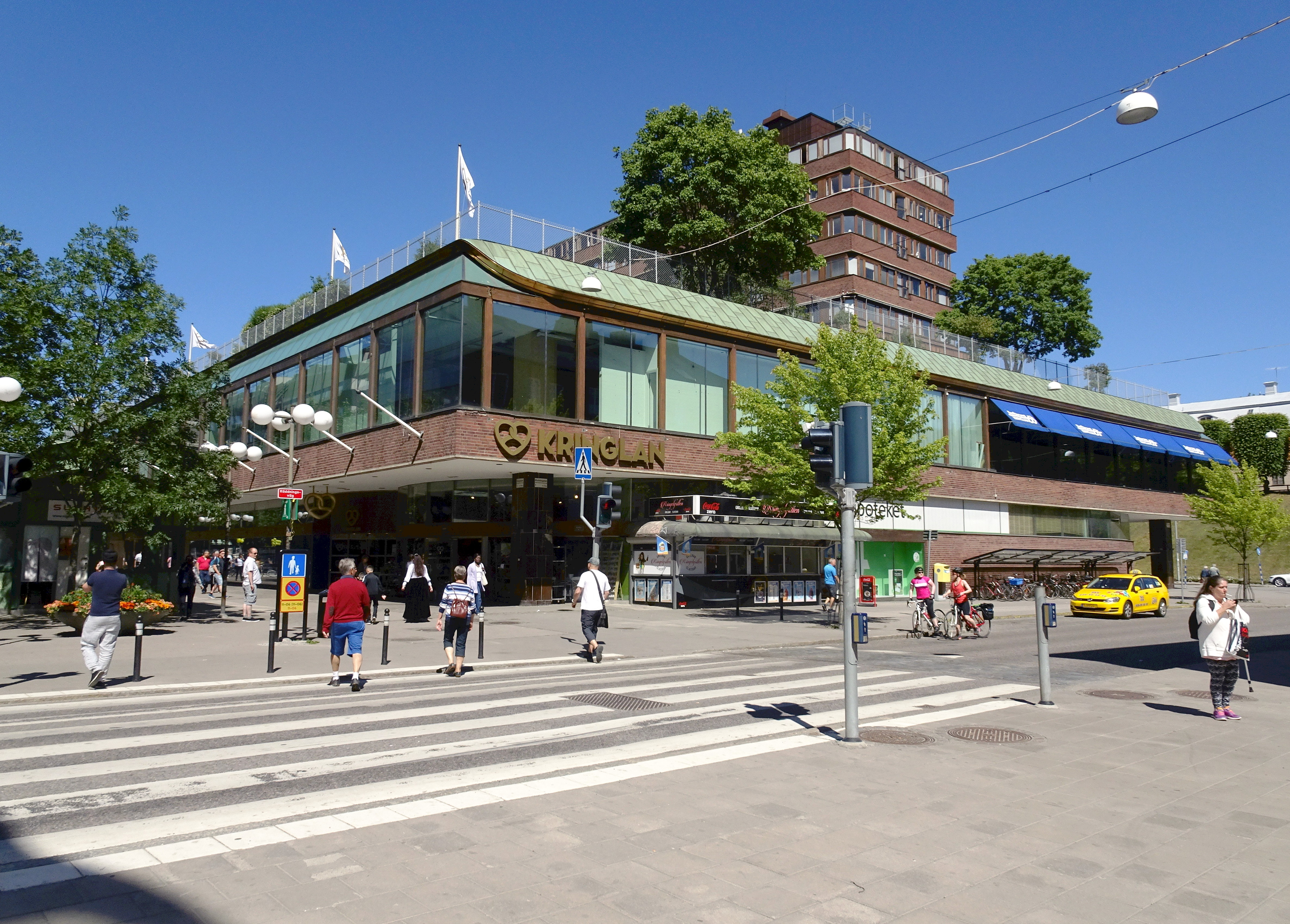
Kringlan i hörnet Storgatan / Ekdalsgatan, juli 2017.

Varuhuset Kringlan är en varuhusbyggnad vid Storgatan 4 i centrala Södertälje. Kinglan ritades av bröderna Erik och Tore Ahlsén och öppnade sina portar i mars 1965. Kringlan var när den invigdes en av Sveriges första butiksgallerior.
Anläggningen är av Stockholms läns museum rödklassad vilket innebär att byggnaden motsvarar fordringarna för byggnadsminnesförklaring enligt Kulturmiljölagen.

## Bakgrund
I ramen för Södertäljes citysanering på 1960-talet fick Storgatan ny bebyggelse med bland annat tre stora varuhus som uppfördes nästan samtidigt. Först ut var Domus (idag Telgehuset) i kvarteret Jupiter (Storgatan 3–5), ritat av arkitekt Simon Brofelth på KFAI och invigd 1961. Mittemot, i kvarteret Tellus (Storgatan 6), restes varuhuset EPA (idag Åhléns) efter ritningar av arkitekt Fritz Voigt och på tomten intill (Storgatan 4) fick bröderna Erik och Tore Ahlsén uppdraget att rita varuhuset ”Kringlan”. Kringlan blev störst med en affärsyta på 8 400 m² och skulle bli en symbol för Södertälje och ett uttryck för den framtidsoptimism som rådde på 1960-talet. På platsen för Varuhuset Kringlan stod tidigare den Wallinska gården och Elmrothska garveriet som flyttades till friluftsmuseet Torekällberget.

## Kringlan

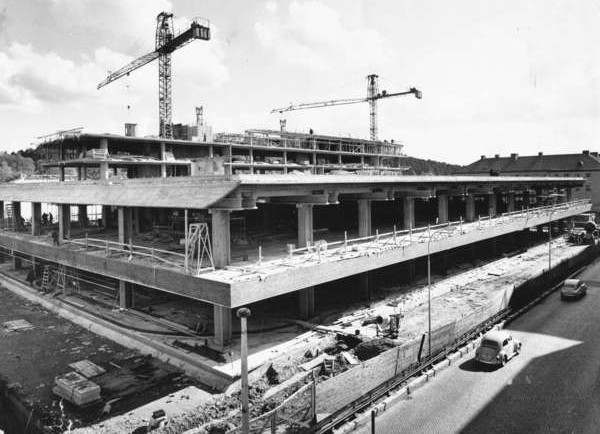
Kringlan under uppförande, 1963.

Beställaren för Kringlan var ett köpmannakollektiv och namnet ”Kringlan” skulle påminna om den kända Södertäljekringlan som är en symbol för staden. Bröderna Erik och Tore Ahlsén, kända för liknande projekt i Stockholm (PUB:s bohagshus) och Örebro (Krämaren) anlitades som arkitekter. Krämaren i Örebro (invigd 1963) med två höga bostadshus ovanpå en låg affärsbyggnad, kom att stå som förebild vid utförandet av Kringlanhuset i Södertälje. Resultatet blev ett av Europas första köpmannavaruhus och en av Sveriges första butiksgallerior.
Arkitekterna Ahlsén använde som uttrycksmedel välbeprövade material med lång tradition som hårdbränt tegel, keramik, teak och koppar. Anläggningen består av en låg varuhusdel om två våningar som exponerar sig huvudsakligen mot Storgatan / Ekdalsgatan och en bostadsdel om sju våningar vid Köpmangatan. Mot Storgatan lät arkitekterna övervåningen kraga ut och därmed bilda ett regnskydd längs med skyltfönsterfronten.
Affärsytan i varuhusdelen omfattar 8 400 m² fördelad på 40 avdelningar med bland annat en stor ICA-hall. För kunderna ordnades 400 parkeringsplatser i källarplanet med in- och utfart från Marenkajen. På taket anlades en terrass med planteringar som gestaltades av trädgårdsarkitekten Heinz Klay. 

### Historiska bilder från invigningen

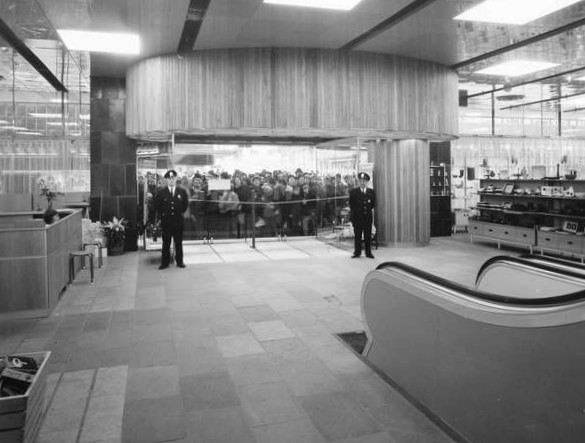
I väntan på att dörrarna öppnas.
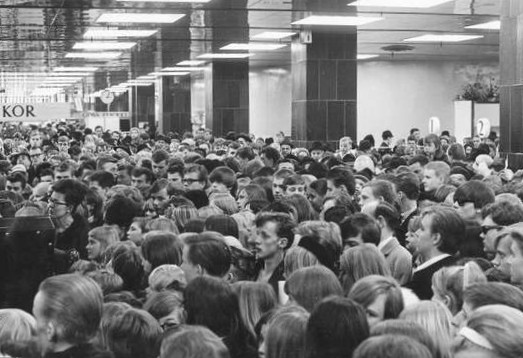
Varuhuset öppnas den 27 mars 1965.
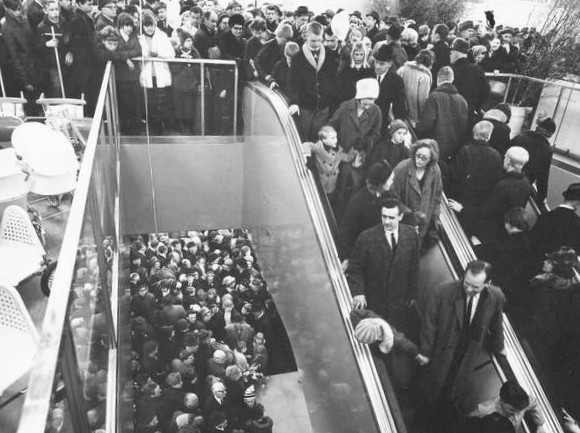
De nya rulltrapporna prövas.
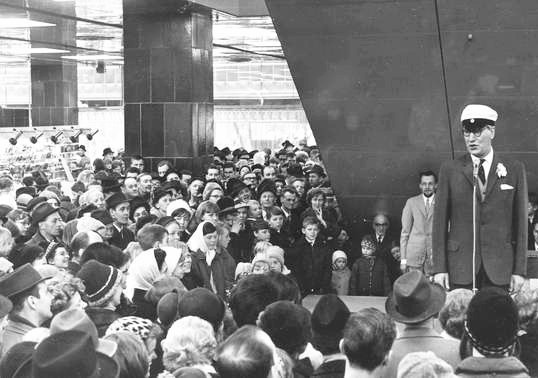
Sigge Fürst underhåller.

Kringlan var det första varuhuset i Södertälje med rulltrappor. Husets tre rulltrappor hade en kapacitet att kunna transportera omkring 6 000 personer upp till övre planet på en timme. Kringlan blev lyxigt, påkostat och dyrt. Slutkostnaden hamnade på 47,4 miljoner kronor, jämfört med grannen EPA, som kostade 36 miljoner kronor, var det mycket pengar. Vid invigningen den 27 mars 1965 passade 30 000 personer på att besöka det nya varuhuset, Sigge Fürst underhöll och bilköerna till Södertälje var en mil långa. Lokaltidningen skrev: ”...huset är reklam för vår stad och våra kringlor”.
År 2008 genomfördes en omfattande ombyggnad av varuhuset som nominerades till Årets Renovering i Södertälje 2008. Idag har Kringlan ett 30-tal butiker samt restauranger och caféer. Fastigheten ägs och förvaltas av kommunalägda Telge Fastigheter.

### Nutida bilder

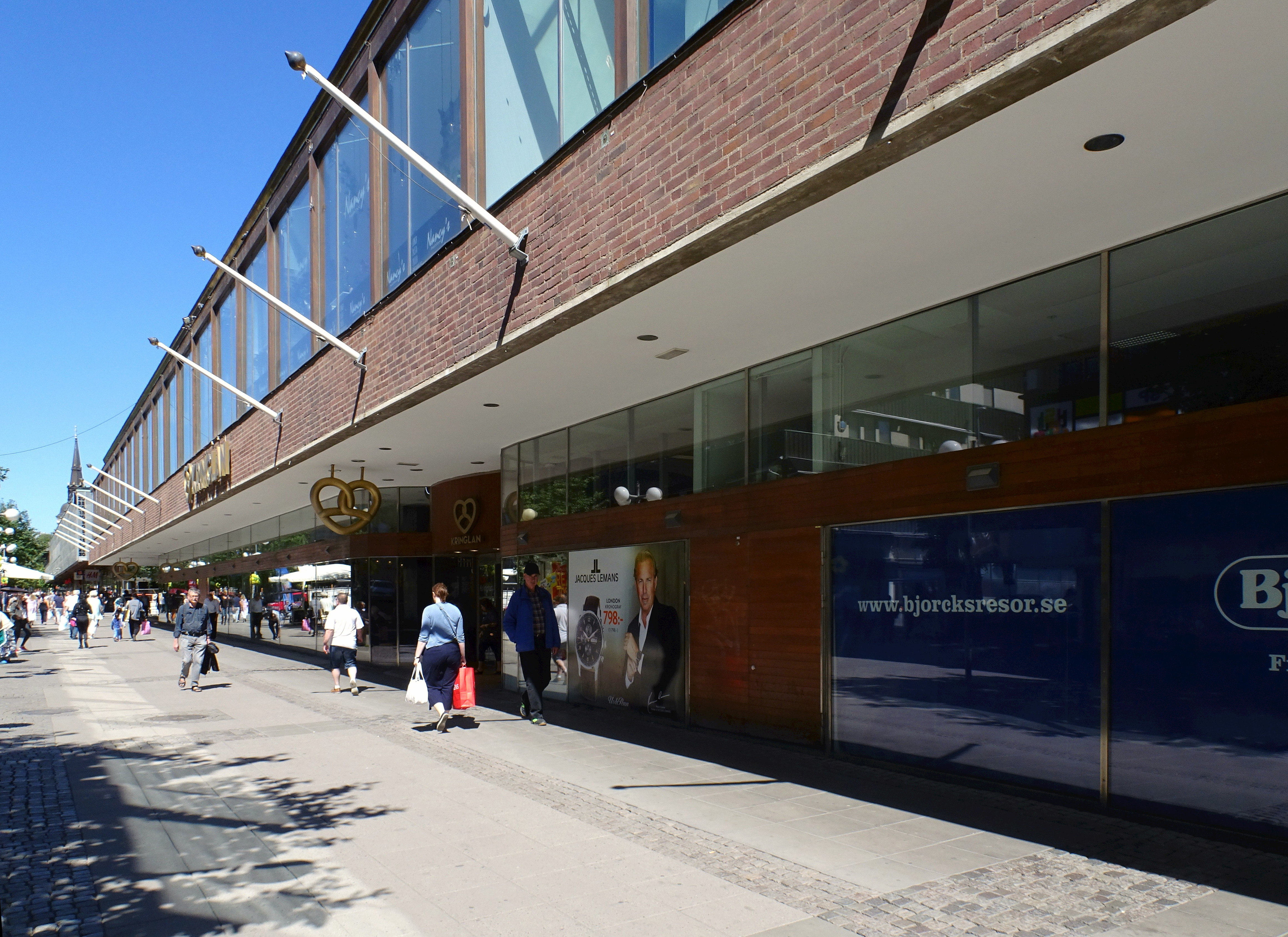
Fasaden längs Storgatan.
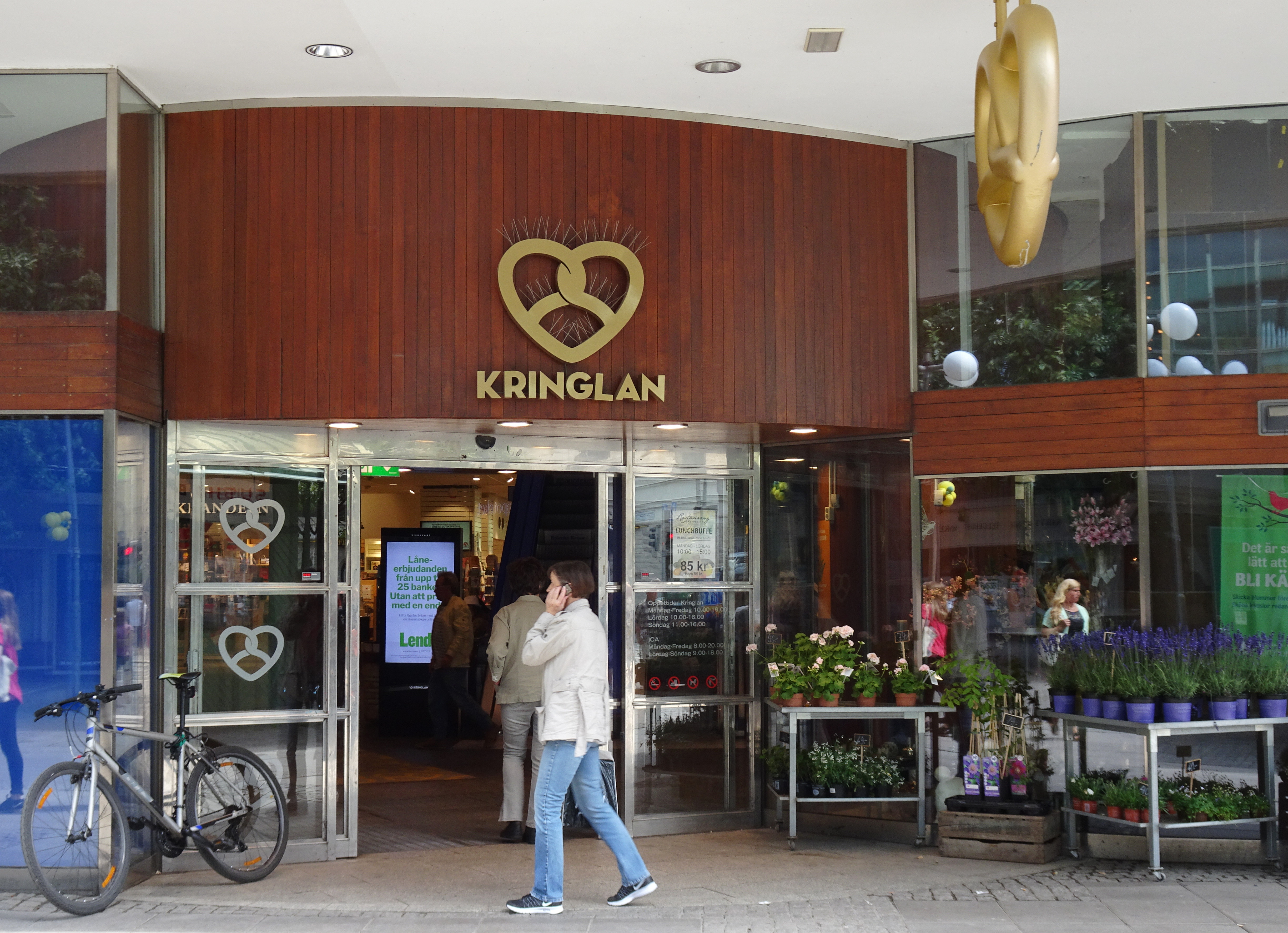
Huvudentrén.
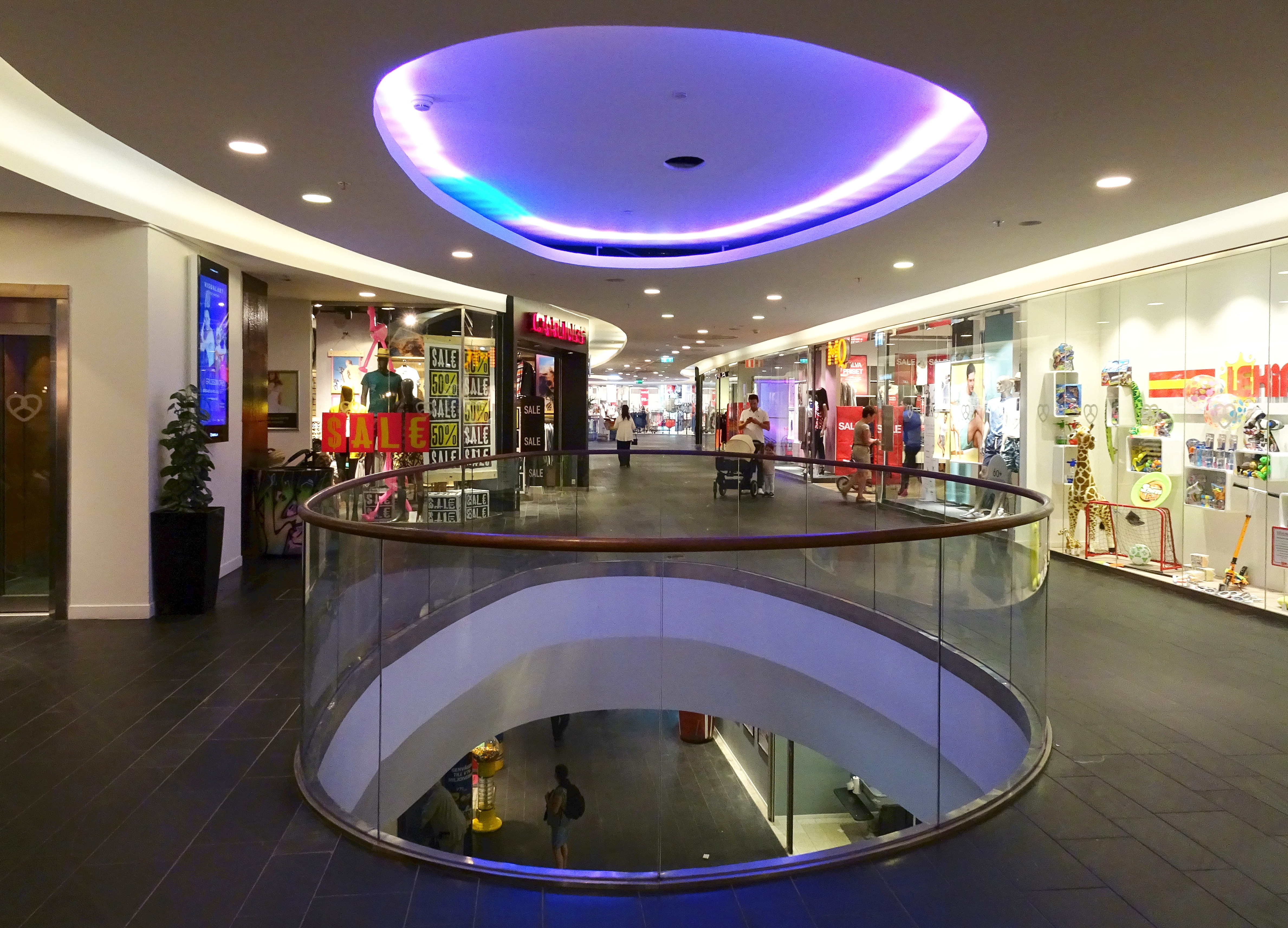
Interiören på övervåningen.
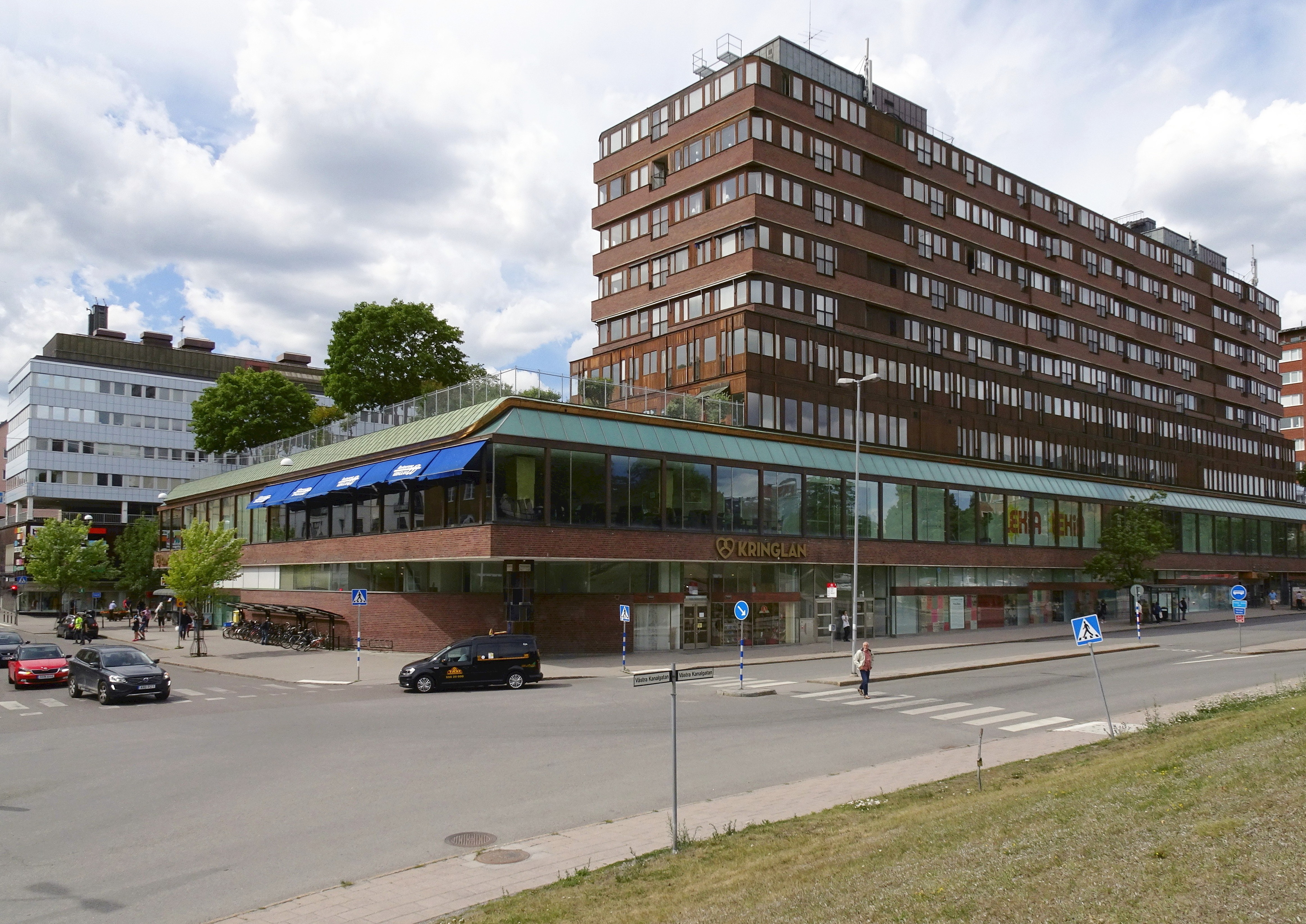
Fasaden längs Köpmangatan.